# Ben Lewin
Ben Lewin (6 agosto 1946) è un regista e sceneggiatore australiano.

## Biografia
Nato in Polonia nel 1946, emigrò a Melbourne in Australia con la sua famiglia nel 1949. All'età di sei anni contrasse la poliomielite, che lo costrinse all'uso delle stampelle per il resto della sua vita. Da giovane, Lewin dimostrò una grande passione per la fotografia e la scrittura, ma studiò legge a Melbourne. Per un periodo ha lavorato come avvocato, che abbandonò nel 1971 quando gli fu offerta una borsa di studio per la National Film School in Inghilterra. Dopo essersi diplomato, è entrato a far parte della BBC Television come regista.
Nel corso degli anni il lavoro di Lewin come sceneggiatore e regista si è districato tra documentari, lungometraggi, film TV, miniserie e serie televisive.
Il suo lungometraggio del 1988 La misteriosa morte di Georgia White, con Judy Davis, ha ottenuto otto candidature agli AFI Awards. Nel 1991 dirige la commedia Un pesce color rosa con Bob Hoskins, Jeff Goldblum e Natasha Richardson. Per la televisione ha diretto un episodio della serie televisiva Ally McBeal  e uno de Il tocco di un angelo.
Nel 2012 Lewin ottiene successo con il film The Sessions - Gli incontri, che racconta la storia vera e la perdita della verginità del poeta Mark O'Brien, costretto a vivere in un polmone d'acciaio da quando da bambino si ammalò di una poliomielite che lo rese tetraplegico. Il film ha ottenuto numerosi riconoscimenti internazionali ai suoi interpreti Helen Hunt e John Hawkes, e ha vinto il premio del pubblico al Sundance Film Festival.
Nel 2017 dirige la  commedia drammatica Tutto ciò che voglio con protagonista Dakota Fanning.
Lewin vive e lavora in California dal 1994, è sposato con la produttrice Judi Levine e ha tre figli.

## Filmografia parziale

### Regista
- La misteriosa morte di Georgia White (Georgia) (1988)
- Un pesce color rosa (The Favour, the Watch and the Very Big Fish) (1991)
- Lucky Break (1994)
- The Sessions - Gli incontri (The Sessions) (2012)
- Tutto ciò che voglio (Please Stand By) (2017)
- Il ricevitore è la spia (The Catcher Was a Spy) (2018)
- Purple Hearts (2022)

### Sceneggiatore
- La misteriosa morte di Georgia White (Georgia) (1988)
- Un pesce color rosa (The Favour, the Watch and the Very Big Fish) (1991)
- Lucky Break (1994)
- The Sessions - Gli incontri (The Sessions) (2012)

### Produttore
- The Sessions - Gli incontri (The Sessions) (2012)